# Ilie Minea
Ilie Minea (n. 15 iulie 1883, Turcheș⁠(d), Austro-Ungaria – d. 20 februarie 1943, Iași, România) a fost profesor de istorie, titularul Catedrei de Istoria Românilor de la Universitatea din Iași, fondator al Institutului de Istoria Românilor „A. D. Xenopol”. 